# W Zorro - Il musical
W Zorro - Il musical è la terza opera solista di Stefano D'Orazio, pubblicata nel 2012.
Dopo le fortunate esperienze di Aladin e Mamma Mia, Stefano D'Orazio scrive un nuovo musical: W Zorro, un progetto che aveva da tempo nel cassetto e che ha realizzato con il contributo di Roby Facchinetti, che ha firmato le musiche, e con la collaborazione di Medina Produzioni. 
Dal musical è stato tratto anche un album discografico.

## Trama
La trama prende le mosse dal ritorno in Messico di Diego (Zorro) che dopo una lunga assenza giunge a casa per la morte dell'anziano padre William, nobile idealista, da sempre dalla parte dei peones. Oppressa dalla dittatura, la California messicana vive un divario fra miseria e nobiltà incolmabile ed è imminente una rivoluzione. Diego capirà presto che il misterioso personaggio, abile di spada e di parola, apparso spesso in passato al fianco dei peones per perorare la loro causa, l'uomo che il popolo chiamava El Zorro (la volpe) era proprio il suo amato padre. Da ora in poi sarà lui ad indossarne la maschera per portare avanti la causa del popolo oppresso e per dare giustizia alla bella Cecilia (adottata in tenera età dal padre di Diego) che dai tiranni aveva avuto sterminata la famiglia.

## Cast

### Personaggi
- Zorro: Michael Altieri
- Cecilia: Alberta Izzo
- Don Juan De Salvatierra: Roberto Rossetti
- Consuelo Martinez: Jacqueline
- Henriquez Diego Pino Garcia: Maurizio Semeraro

## Team creativo
- Scritto da: Stefano D'Orazio
- Musiche: Roby Facchinetti
- Liriche: Stefano D'Orazio
- Direzione musicale e adattamenti musicali: Giovanni Maria Lori
- Vocal director: Rossana Casale
- Direttore di produzione: Lello Abate
- Marketing & comunicazione: Barbara Rendano
- Distribuzioni per Medina: Gianclaudio Bandista
- Arrangiamenti: Marcello De Toffoli, Danilo Ballo, Franco Poggiali
- Assistente direzione musicale: Antonio Torella
- Chitarra solista: Ludovico Vagnone
- Registrazione e missaggio: Millennium Audio Recording
- Sound engineer: Daniela Bombelli
- Mixed and mastered by Fabio Ferri
- Graphic designer: Sara Mariani
- Collaborazione al progetto: Maurizio Anastasi per Idea srl (produzioni musicali Milano)
- Maestro di scherma: Stefano Pantano
- Consulente flamenco: Lia Ruscica
- Scene: Aldo De Lorenzo
- Light designer: Umile Vainieri
- Regia e coreografie: Fabrizio Angelini in collaborazione con Gianfranco Vergoni
- Ufficio stampa: Parole & Dintorni
- Promozione Radio TV: Varis Casini per Tam Tam Comunication
- Produzione: Medina

## Canzoni
1. Ouverture (strumentale) (Facchinetti)
2. La Spagna (Facchinetti - D'Orazio)
3. Ora che sei qui (Facchinetti - D'Orazio))
4. Ora che sono qui (Facchinetti - D'Orazio)
5. Adesso che cosa farò? (Facchinetti - D'Orazio)
6. W Zorro (l'arrivo) (Facchinetti - D'Orazio)
7. La maschera (Facchinetti - D'Orazio)
8. Buttati dai (Facchinetti - D'Orazio)
9. La legge sono io (Facchinetti - D'Orazio)
10. W Zorro (Facchinetti - D'Orazio)
11. Io ce la farò (Facchinetti - D'Orazio)
12. L'uomo nero (Facchinetti - D'Orazio)
13. Sto nel giusto (Facchinetti - D'Orazio)
14. Cocco di mamma (Facchinetti - D'Orazio)
15. Mi senti (Facchinetti - D'Orazio)
16. Mille gocce (Facchinetti - D'Orazio)
17. Cocco di mamma (reprise) (Facchinetti - D'Orazio)
18. W Zorro (finale) (Facchinetti - D'Orazio)